# Алексєєв Євген Ростиславович
Алєксє́єв Євге́н Ростисла́вович (13 вересня 1964 року, Краснослободськ) — автор самовчителів з інформатики.
Працює у Донецькому національному технічному університеті доцентом кафедри «Обчислювальна математика і програмування» (ОМіП). У 1986 р. закінчив із відзнакою Донецький політехнічний інститут за спеціальністю 0647 «Прикладна математика». У 1986−1991 рр. працював інженером у СКТБ СУ Інституту прикладної математики АН УРСР. З 1992 р. працює на кафедрі ОМіП на посаді асистента, старшого викладача, доцента. У 2003 р. успішно захистив кандидатську дисертацію у Донецькому національному технічному університеті. Автор більше п'ятдесяти наукових та методичних робіт, двох десятків книжок. Автор першого повного російськомовного керівництва по роботі у вільному математичному пакеті (під ліцензією CeCILL, сумісна із GPL) Scilab, а також першого російськомовного підручника із GNU Octave.
Область наукових інтересів — вільне програмне забезпечення, методи обчислювальної математики, використання математичних пакетів для вирішення інженерних та науково-технічних задач.

## Книжки автора
1. Алексеев Е. Р., Чеснокова О. В. MathCad 12. Самоучитель. — М.: НТ Пресс, 2005. — 345 с.
2. Алексеев Е. Р., Чеснокова О. В. MATLAB 7. Самоучитель. — М.: НТ Пресс, 2005. — 464 с.
3. Алексеев Е. Р., Чеснокова О. В. Решение задач вычислительной математики в пакетах MathCad 12, MATLAB 7, Maple 9. Самоучитель. — М.: НТ Пресс, 2005. −496c.
4. Алексеев Е. Р., Чеснокова О. В., Павлыш В. Н., Славинская Л. В. Турбо Паскаль. Численные методы. — М.: НТ Пресс, 2006. — 272 с.
5. Алексеев Е. Р., Чеснокова О. В. Турбо Паскаль. Самоучитель. — М.: НТ Пресс, 2006. — 314 с.
6. Алексеев Е. Р. Универсальный самоучитель начинающего пользователя ПК. — М.: НТ Пресс, 2006. — 640 с.
7. Алексеев Е. Р. Программирование на Microsoft Visual C++ и Turbo C++ Explorer. — М.: НТ Пресс, 2007. — 352 с.
8. Алексеев Е. Р. MS Visual C++ и Turbo C++ Explorer — М.: НТ Пресс, 2007. — 352 с.
9. Алексеев Е. Р. Самый современный и понятный самоучитель работы на компьютере. — М.: НТ Пресс, 2007. — 640 с.
10. Алексеев Е. Р. Интернет от A до Z. — М.: НТ Пресс, 2008. — 448 с.
11. Алексеев Е. Р. Электронная почта от А до Я — М.: НТ Пресс, ВКТ, 2008. — 192 с.
12. Алексеев Е. Р., Чеснокова О. В., Рудченко Е. А. Решение инженерных и математических задач в пакете Scilab. — М.: ALT Linux, 2008. — 257 с. [Архівовано 27 жовтня 2011 у Wayback Machine.]
13. Алексеев Е. Р., Чеснокова О. В., Кучер Т. В. Free Pascal и Lazarus: Учебник по программированию. — М., ALT Linux, 2010. — 438 c.  [Архівовано 28 липня 2011 у Wayback Machine.]
14. Алексеев Е. Р., Чеснокова О. В. Введение в Octave для инженеров и математиков. — М., ALT Linux, 2012. — 368 c.  [Архівовано 18 червня 2015 у Wayback Machine.]